# Marhaník
Marhaník (Punica), česky též granátovník, je rod rostlin z čeledi kyprejovité. Zahrnuje jen dva druhy a je rozšířen od východního Středomoří po severní Indii. Marhaníky jsou opadavé keře a stromy s jednoduchými listy a růžovými až červenými květy. Marhaník granátový je pěstován pro známé ovoce, granátové jablko.

## Popis
Marhaníky jsou opadavé keře a stromy s jednoduchými listy bez palistů. Listy jsou střídavé nebo nahloučené na vrcholu větévek, celokrajné, řapíkaté, se zpeřenou žilnatinou. Mladé větvičky jsou čtyřhranné. Květy jsou oboupohlavné, pravidelné, jednotlivé nebo v úžlabních svazečcích. V květech je vyvinuta češule. Kalich je složen z 5 až 8 volných lístků, které jsou později kožovité a vytrvávající na vrcholu plodu. Koruna je růžová až sytě červená, složená z 5 až 8 volných lístků. Korunní lístky jsou v poupěti zmačkané. Tyčinek je mnoho, volných, s tenkými nitkami. Tyčinky dozrávají centrifugálně. Semeník je spodní, srostlý ze 7 až 9, méně často až z 15 plodolistů. Na vrcholu semeníku je jediná čnělka s hlavatou bliznou. V každém plodolistu je mnoho vajíček. Plod je dužnatý, bobulovitý, komplikované stavby.

## Plody marhaníku
Plody marhaníku připomínají bobuli, mají však poměrně komplikovanou stavbu, na níž se podílí i češule květu. Některými charakteristikami připomínají malvici růžovitých i hesperidium citrusů. Plod marhaníku se skládá z vnější kožovité vrstvy, nazývané exokarp, z vnitřních přepážek houbovité konzistence (endokarp) a ze semen obalených zdužnatělými vnějšími semennými obaly (tzv. sarkotesta). Tento typ plodu je v moderní rostlinné morfologii nazýván balausta.

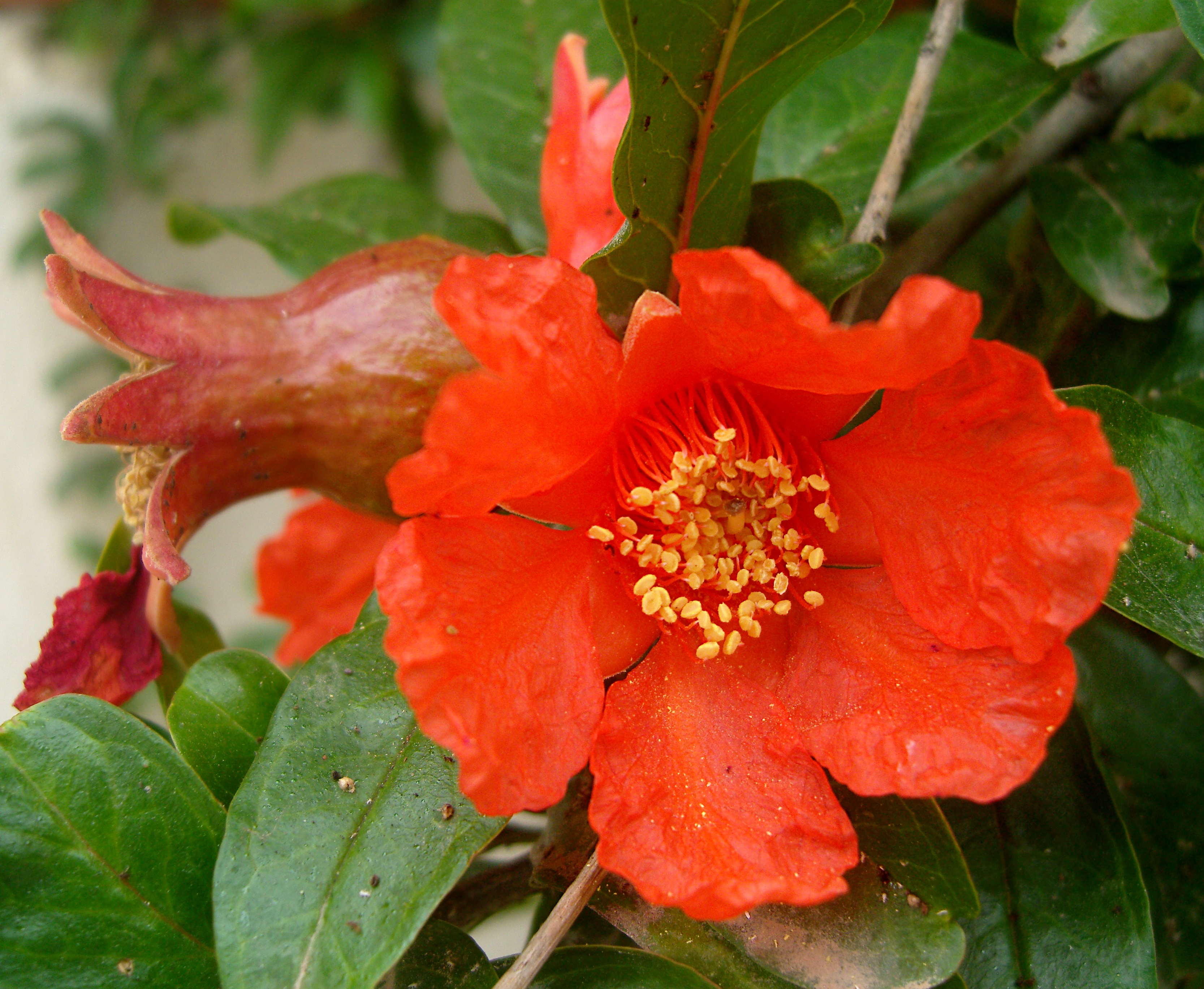
Květ a mladý plod marhaníku granátového
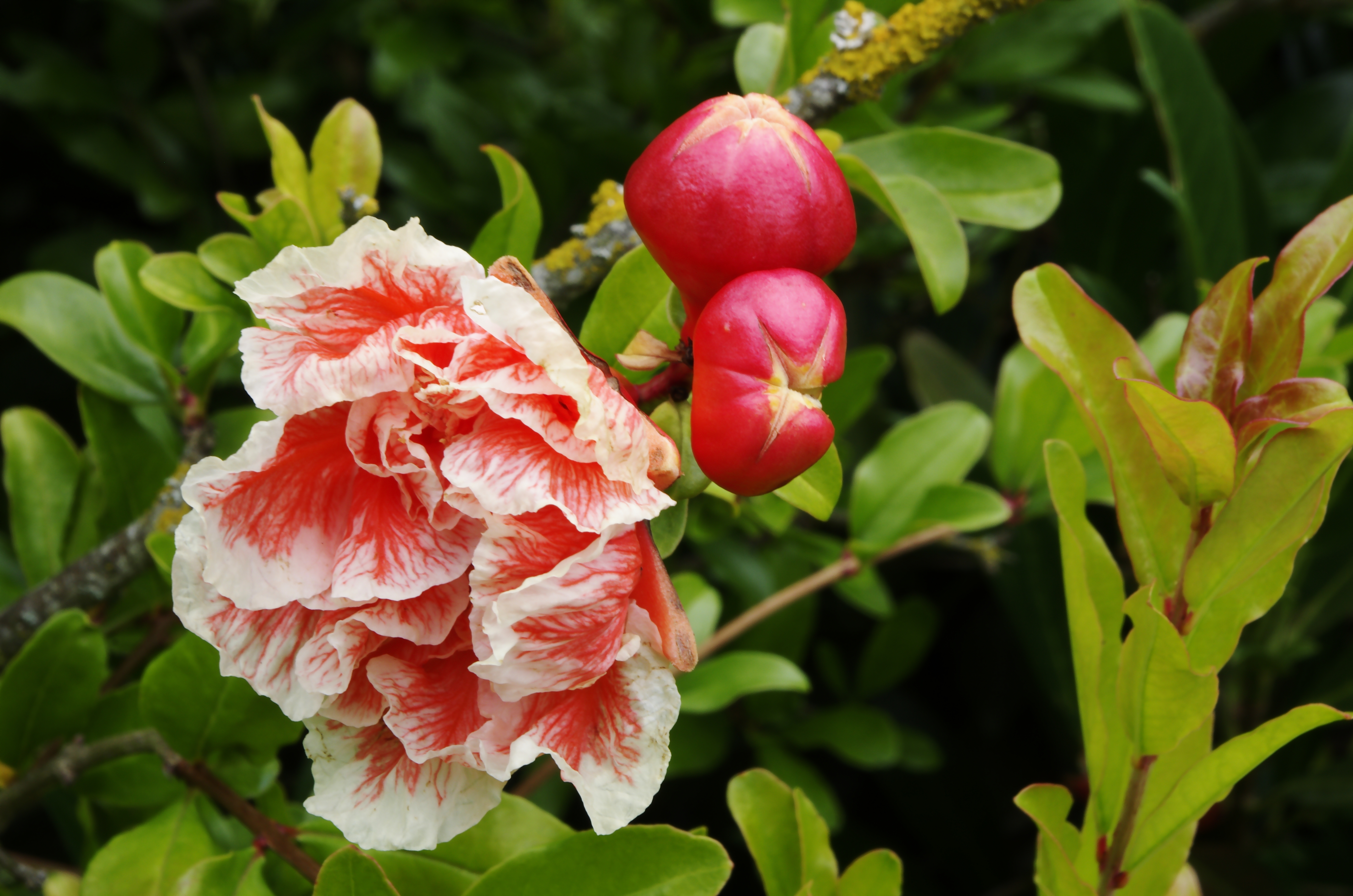
Plnokvětý kultivar marhaníku granátového
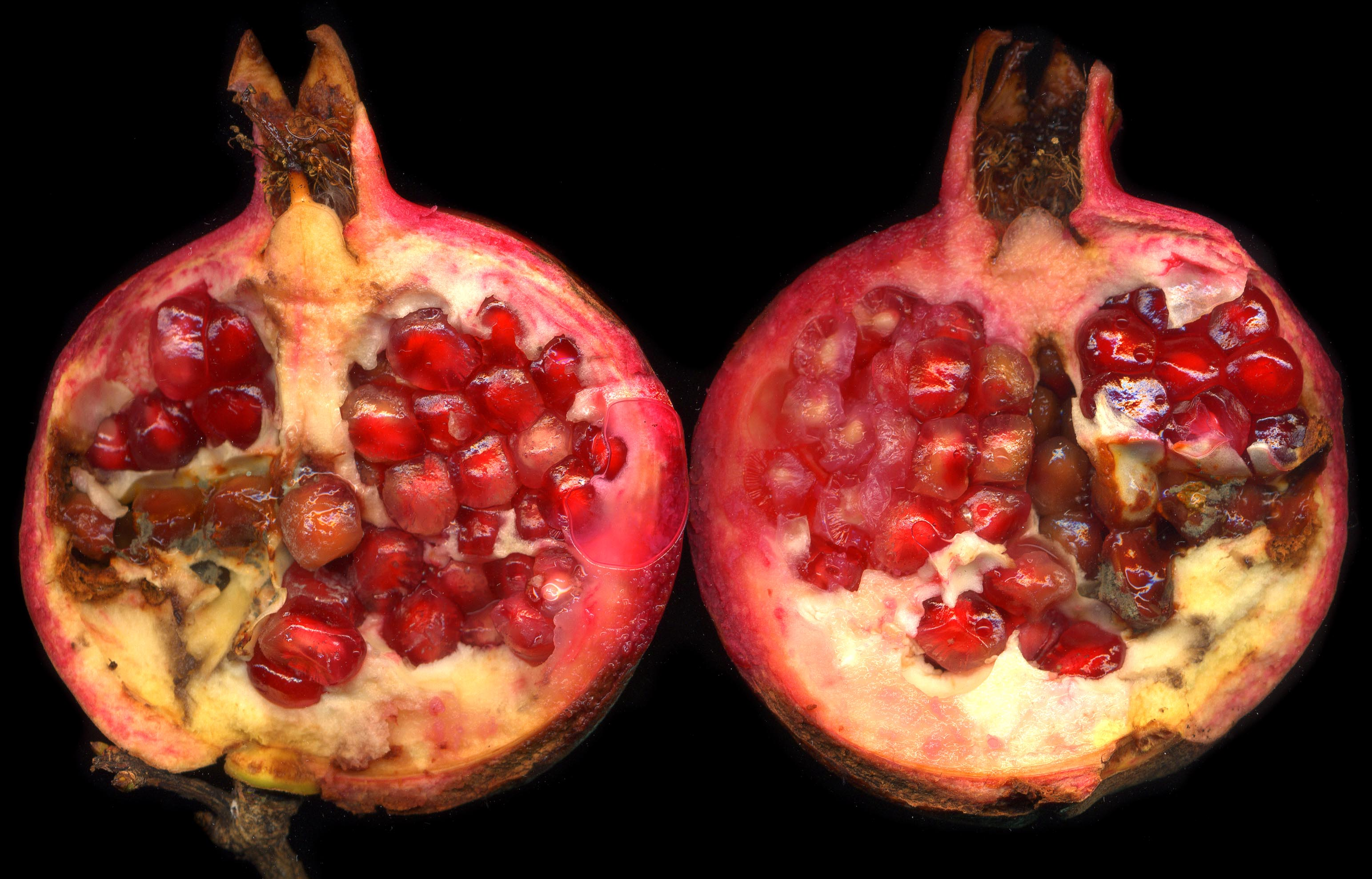
Vnitřek granátového jablka
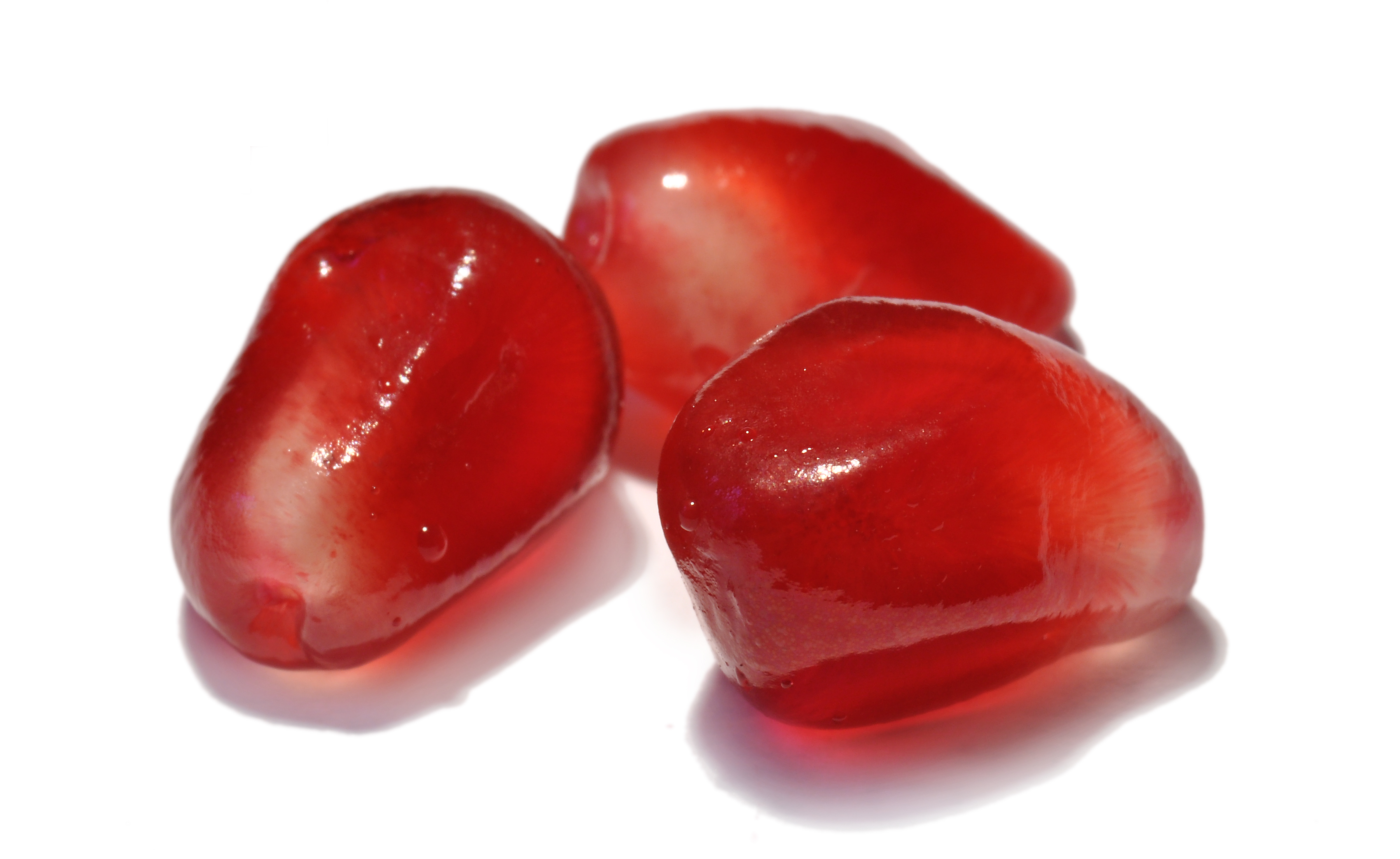
Semena marhaníku v dužnatém obalu

## Rozšíření
Rod marhaník zahrnuje 2 druhy. Marhaník granátový (Punica granatum) pochází z oblasti od Íránu po severní Indii, je však již po dlouhé věky pěstován ve Středomoří jako kulturní rostlina. Marhaník Punica protopunica je endemit ostrova Sokotra.

## Taxonomie
Marhaník byl v klasických botanických systémech (Cronquist, Tachtadžjan aj.) nejčastěji řazen do samostatné čeledi marhaníkovité (Punicaceae). V systému APG je na základě molekulárních studií čeleď kyprejovité (Lythraceae) pojata široce a rody některých blízce příbuzných čeledí, jako je marhaník, kotvice a kuželovník, byly do ní vřazeny.

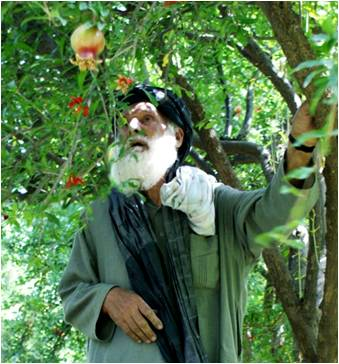
Marhaníky na plantáži v Afghánistánu

## Význam
Plody marhaníku granátového jsou známé ovoce, granátové jablko. Marhaník je pěstován ve Středomoří a jiných klimaticky příhodných oblastech také jako okrasný keř. Byla vyšlechtěna řada kultivarů, např. s plnými a různě zbarvenými květy nebo s panašovanými listy. Občas je pěstován i v Česku jako kbelíková rostlina. Kůra plodů obsahuje zejména alkaloidy a třísloviny a má využití v medicíně.

## Zástupci
- marhaník granátový (Punica granatum), česky též granátovník obecný
- marhaník Punica protopunica - endemit Sokotry